# ESPN on ABC
ESPN on ABC (ex-ABC Sports) est une division d'American Broadcasting Company, responsable de l'enregistrement et la retransmission de nombreux événements sportifs pour le réseau. C'est le service des sports de la chaîne qui remonte jusqu'à ses origines dans les années 1950.

## Historique
À ses débuts, la chaîne American Broadcasting Company ne possède pas de service dédié aux programmes sportifs. Préoccupée par d'autres sujets comme la fusion avec United Paramount Theatres puis la programmation de séries hollywoodiennes au début des années 1950, ce n'est qu'à la fin de la décennie qu'ABC envisage de concurrence NBC sur le créneau du sport.

### 1948-1961: Edgar Sherick et l'arrivée de Roone Arledge
D'un autre côté, courant 1956, Edgar Scherick, commercial responsable des programmes sportifs chez CBS après quitte son poste huit mois au service des sports déçu par le problème régulier du manque d'évènements sportifs au premier trimestre de l'année,. Il fonde une société de rediffusion d'évènements sportifs, Sports Programs, Inc et informe Bill Reed, un membre de la Big Ten Conference, que la retransmission de leurs évènements va être déprogrammée par CBS en raison de la faible audience. Il propose à Reed de syndiquer les programmes au niveau régional et réussit à conserver la diffusion des évènements avec un nouveau sponsor,.
En novembre 1958, Scherick convainc Tom Moore, le directeur des programmes d'ABC de retransmettre un match entre l'Université du Kentucky et l'Université d'Alabama, compétition baptisée Bluegrass Bowl. À partir de ce moment la société Sports Programs  fait office de service des sports pour ABC mais manque d'une programmation régulière.
En 1959, NBC n'est plus satisfait de son partenariat avec Gillette pour l'émission Friday Nights Fights consacrée aux matchs de basket et de football américain la National Collegiate Athletic Association. Gillette se retourne alors vers ABC et lui offre les 8,5 millions nécessaire à l'achat des droits de retransmissions pour la saison 1960-1961. Ce financement permet à ABC de programmer une émission sportive pour les matchs de la NCAA et de sécuriser les droits pour les Jeux olympiques d'été de 1960 à Rome.

### 1961-1984: ABC Sports
Le 29 avril 1961, ABC débute la diffusion de Wide World of Sports, consacré à la NCAA créée par Edgar Scherick au travers de sa société Sports Programs, Inc et produite par Roone Arledge qu'il vient juste d'engager,. ABC rachète au passage la société Sports Programs par échange d'actions, qui devient le noyau d'ABC Sports et Arledge devient producteur exécutif de l'émission au sein d'ABC. Wide World of Sports devient donc la première émission produite par ABC.
Rapidement Arledge propose d'autres émissions. En septembre 1970, il lance Monday Night Football.
Le 20 mai 1983, ABC Sports et ESPN diffusent leur premier programme en télévision à la carte, quatre matchs de boxe de la WBA et WBC, le service annoncé depuis plusieurs mois est alors nommé RSVP pour Reserved Seat Video Productions,. Ce service sera rebaptisé ESPN PPV en 2003.

### 1984-2005: Cohabitation avec ESPN
En 1984, ABC exerce une option contractée deux ans auparavant qui lui permettent finalement d'acheter 80 % de la chaîne sportive ESPN, les 20 % restants étant vendus à Nabisco,.
Le 31 juillet 1995, la Walt Disney Company et Capital Cities/ABC annoncent leur intention de fusionner pour un montant de 19 milliards de $,, transaction finalisée le 9 février 1996. Disney entame plusieurs réorganisations dont l'une accélère l'intégration d'ABC Sports au sein d'ESPN.

### Depuis 2006: ESPN on ABC
Le 7 décembre 2005, ABC Sports et ESPN signent avec la NASCAR pour 8 années de rediffusion de la Nextel Cup, soit 17 courses.
Depuis 2006, la division est très fortement liée à ESPN, le réseau spécialisé dans le sport filiale du groupe ABC depuis 1984 et racheté avec ABC par la Walt Disney Company en 1996. Un exemple est le transfert de l'émission phare Monday Night Football d'ABC vers ESPN.
La division conserve toutefois un nom et un aspect propre différent d'ESPN bien que la programmation et les équipes soient conjointes. Toutefois en 2007, l'émission a été renommée ESPN on ABC.

## Programmation

### Programmation actuelle
- NASCAR Nationwide Series ;